# Katsuya Motoki
Motoki Katsuya (本木 克弥; Gunma, 2 agosto 1995) è un goista giapponese di grado 8º dan.

## Biografia
Impara a giocare a go fin da piccolo, diventa allievo di Kazunari Fujisawa (figlio e allievo di Hideyuki Fujisawa) e diventa professionista nel 2011, ottenendo la promozione a 2 dan nel 2012.
Nel 2013 partecipa ai IV Giochi asiatici indoor e di arti marziali di Incheon, durante i quali vince il bronzo nella competizione a squadre.
Nel 2014 vince la Wakagoi Cup, sconfiggendo Mutsuura Yuta; è promosso 3 dan.
Raggiunge direttamente il 7° dan nel 2015, per essere entrato nella Lega principale del torneo Honinbo.
Nel 2016 arriva secondo alla Wakagoi, sconfitto da Ichiriki Ryo.
Nel 2017 è promosso 8° dan per aver vinto 6–1 la lega dell'Honinbo e sfida Iyama Yuta per il titolo: viene però sconfitto in finale per 4–0.
Nel 2018 è sconfitto nella finale del Ryusei, per mano di Ichiriki.
Nel 2020 partecipa alla 13ª edizione della Chunlan Cup, venendo eliminato al primo turno dal sudcoreano Kang Dong-yun.
Nel 2023 partecipa alla 28ª edizione della Samsung Fire Cup, venendo eliminato al primo turno, e alla 5ª edizione della Mlily Cup, venendo eliminato al secondo turno dalla cinese Yu Zhiying.

## Palmarès
| Nazionali   | Nazionali | Nazionali |
| Titolo      | Vittorie  | Finalista |
| ----------- | --------- | --------- |
| Honinbo     |           | 1 (2017)  |
| Wakagoi Cup | 1 (2014)  | 1 (2016)  |
| Ryusei      |           | 1 (2018)  |
| Totale      | 1         | 3         |